# IN THE SOOP：友情旅行
 IN THE SOOP：友情旅行是由韓國演藝圈著名的好友幫朴敘俊、崔宇植、朴炯植、金泰亨 (1995年)（V）、Peakboy五位男藝人出演，冬天在韓國江原道鄉間4天3夜旅行的真人實境節目。

## 外部連結
In the SOOP 官方網站（英文）（日語）（中文）
- 在Disney+上觀看《IN THE SOOP：友情旅行》